# Rio Asinari
Il Rio Asinari è un corso d'acqua della Provincia di Modena, che scorre nell'Appennino modenese nel comune di Pievepelago. È un affluente del Torrente Scoltenna, importante corso d'acqua della zona.

## Il corso del Rio Asinari
Il Rio Asinari pone le sue sorgenti in prossimità della cima del Monte Sant'Andrea, a 1.475 m s.l.m. Per i primi 1,5 kilometri è costituito da molti corsi secondari che si uniscono insieme presso la località Ca de Guerri, a 1184 m s.l.m. Il corso d'acqua scorre quindi verso sud a ovest di Sant'Andreapelago, una delle frazioni della sede comunale. A 900 metri d'altezza attraversa la Strada statale 12 dell'Abetone e del Brennero, poco dopo si unisce al Torrente Scoltenna a 753 m s.l.m., pochi metri dopo che questi abbia ricevuto il più consistente in quanto a portata Rio Grosso. Il Rio Asinari non riceve affluenti significativi.